# Питтнер, Ладислав
Ладислав Питтнер (словац. Ladislav Pittner; 18 мая 1934, Малацки — 15 августа 2008, Братислава) — словацкий христианско-демократический политик, государственный и общественный деятель, министр внутренних дел (1990—1992, 1994, 1998—2001), руководитель Словацкой разведывательной службы (2003—2006). Чехословацкий диссидент.

## Биография
В юности участвовал в католическом движении, за которое в 1951—1953 годах был заключён в тюрьму. До 1970 года изучал экономику и математику в Экономическом университете в Братиславе. Пять лет спустя стал кандидатом экономических наук. С 1967 года работал в Институте экономики и строительных организаций. Продолжал деятельность в диссидентских организациях.
После Бархатной революции и падения коммунистического режима в 1990 году активно занимался политикой, стал членом Христианско-демократического движения (1990—1998 и 1999—2000), затем — участником Словацкой демократической коалиции (1998—2000) и с 2000 года — членом Словацкого демократического и христианского союза — Демократической партии.
В 1990 году впервые был избран депутатом Словацкого национального совета. Переизбирался в 1992, 1994, 1998 и 2002 годах. Трижды занимал пост министра внутренних дел Словакии (1990—1992, 1994 и 1998—2001 гг.).
В 2001—2003 возглавлял Конфедерацию политзаключенных Словакии.
С 4 апреля 2003 года по 26 июля 2006 года возглавлял Словацкую разведывательную службу.
Умер в больнице Братиславы от сердечного приступа.